# حنظل (جنس)
الحنظل (الاسم العلمي: Citrullus) هو جنس من النباتات المتسلقة، يضم أنواعا أهمها المحصول المهم البطيخ الأحمر.